# Alpamych

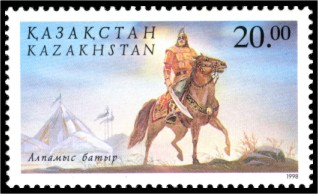
Alpamych

 Alpamych  (en ouzbek: Alpomish/Алпомиш, en kazakh: Алпамыс, en russe : Алпамыш, en tatar: Алпамша) est une épopée turcophone, composée en majeure partie entre le XIVe et le XVIIe siècle. Le personnage éponyme d'Alpamych se retrouve dans de nombreux récits de peuples turcophones, de la Bachkirie jusqu'à l'Altaï. L'épopée donne de nombreux détails concrets de la vie des nomades centre-asiatiques : relation privilégiée de l'homme au cheval, prix du cheval, courses de chevaux, tir à l'arc et lutte gréco-romaine pour le mariage.

## Résumé
L'épopée se divise en deux parties:

### Le mariage
Les deux princes de Jidali Baïssoune , Baïbouri et Baïsari n'ont pas d'enfant. Ils décident de s'adresser à Dieu pour obtenir une descendance et se promettent de marier leurs progénitures. Leur demande est exaucée : Baïbouri donne naissance à une fille et un garçon (Alpamych, le héros éponyme), tandis que Baïsari donnera à la fille qui lui est donnée le nom de Barchine. 
À la suite d'un différend né lors d'un concours avec Baïbouri, Baïsari doit s'exiler et émigrer au pays kalmouk de Taïcha, s'appauvrissant peu à peu. Mais bon sang ne peut mentir : la beauté de sa fille Barchine vient bientôt aux oreilles de Taïcha lui-même, qui envoie une ambassade pour demander sa main. Mais un autre prince s'interpose : Karajan veut aussi la main de Barchine. L'indécision de Baïsari exacerbe la rivalité qui tourne en guerre ouverte. 
Finalement, Alpamych, qui a atteint le même âge que Barchine, 14 ans, et dompté un cheval extrêmement puissant, Chobar, s'interpose. Il défait Karajan et lui laisse la vie sauve, ce qui lui gagne un allié sûr. Ensuite, il part réclamer la main de Barchine à Taïcha, qui a fait emprisonner les parents de la jeune fille. Est alors organisée une course de 40 journées de cheval: Alpamych, trop jeune pour monter à cheval, permet à Karajan de monter Chobar en son nom. Suivent un concours de lutte ; mais ces délais n'empêchent pas la victoire et le mariage d'Alpamych.

### Captivité et retour
Dans un épisode ultérieur, Alpamych retourne dans le pays kalmouk et est fait prisonnier par Taïcha durant de nombreuses années. Son frère monte sur le trône pour le remplacer mais gouverne cruellement. Alpamych parvient à retourner sur son territoire, à le réunifier et à l'administrer sagement.

## Commentaire
Comparé à l'épopée de Manas, où les relations de puissance et de féodalité sont apparentes, le texte nous présente un héros qui défend le mariage et l'ordre social naturel contre ses adversaires. Les différences entre les deux textes sont comparables à celles qui opposent l'Iliade à l'Odyssée.

## Éditions
- L'Académie des Sciences d'Ouzbékistan conserve une dizaine de versions de l'épopée, dont la plus complète a été publiée en 1938 par Fazil Iouldachev.
- Alpamysh sur le site du projet Uysal-Walker Archive of Turkish Oral Narrative, Texas Tech University : recensement des différentes versions et analyses
- Il n'y a pas d'édition en français à ce jour.